# Cloroetan
Cloroetanul sau monocloroetanul, cunoscut și sub fosta denumire de clorură de etil, este un compus organic cu formula C2H5Cl. Este un gaz incolor și inflamabil.

## Producere
Cloroetanul poate fi obținut prin hidroclorurarea etenei:
{\displaystyle {\ce {C2H4 + HCl -> C2H5Cl}}}